# Sonia Orbeliani
Sonia Orbeliani, född 1875, död 1915, var en georgisk-rysk furstinna och hovfunktionär. Hon var hovdam hos Rysslands tsaritsa Alexandra av Hessen.

## Biografi
Sonia Orbeliani var dotter till den georgiske furst Ivan Orbeliani och Maria Sviatopolk-Mirskaya och systerdotter till Rysslands inrikesminister vid tiden för revolutionen 1905, Pyotr Sviatopolk-Mirsky. Hon gifte sig aldrig.
Orbeliani beskrivs som en kort blondin, livlig, äventyrlig, gladlynt och självständig, med ett stort sinne för humor och självsäker nog att uttala sina åsikter även om de var obekväma. Hon hade fått en typisk konventionell uppfostran inriktad på sällskapstalanger och beskrivs som en duglig sångare, pianist, målare och dansare.
När furstinnan Marie Bariatinskij tog avsked som hovdam hos tsaritsan inför sitt giftermål 1898 rekommenderades Orbeliani som hennes ersättare av storfursten Alexander Mikhailovitj, som bedömde att en utåtriktad och självständig kvinna kunde bli ett nyttigt sällskap åt den inåtvända och reserverade tsaritsan. Orbeliani utnämndes då till Kamer-Freilina Eë Velichestva (kammarfröken), den högsta rangen bland de hundratals ogifta hovdamerna vid hovet. Hon kom att bli en av tsaritsans närmaste vänner i Ryssland, och Alexandra uppskattade deras skillnader i personlighet. De kunde spela duett med varandra i timmar, Orbeliani arrangerade bjudningar med fler pianospelande överklasskvinnor i ett misslyckat försök att intressera tsaritsan för sällskapsliv, och kunde kritisera Alexandra utan att denna tog illa upp. Chefen för den ryska hemliga polisen beskrev henne som vulgär och orientaliskt svärmisk, med en slavisk tillgivenhet för Alexandra.
Under ett statsbesök i Darmstadt 1903 insjuknade hon i en ryggradssjukdom med kraftig feber. Diagnosen var en progressiv försämring som så småningom skulle resultera i förlamning och död. Till skillnad från vad som normalt hade varit fallet blev hon inte avskedad, utan kvarblev i hovtjänst. Under de första åren kunde hon arbeta som förut, men så småningom fick hon begränsa sig till att fungera som sekreterare för tsaritsans korrespondens, och vid tiden för första världskrigets utbrott 1914 var hon sängliggande, och sköttes då av tsaritsan. Det var på grund av hennes sjukdom som fler hovdamer utsågs under de följande åren, bland dem Sophie Buxhoeveden och Anna Vyrubova.